# 박윤준
박윤준(朴胤浚, 1961년 10월 10일 ~ , 서울)은 대한민국의 세무공무원이다. 

## 학력
- 우신고등학교
- 서울대학교 경영학 학사
- 서울대학교 행정대학원 행정학 석사
- 조지워싱턴 대학교 경영대학원 국제금융학 박사

## 경력
- 제27회 행정고시
- 2003년 7월 : 서울국세청 조사2국 4과장
- 국세청 국제조세국
- 국세청 국제세원관리담당관
- 2005년 2월 : 국세청장 비서관
- 2005년 3월 : 국세청 국제협력담당관
- 2007년 3월 : 뉴욕 총영사관 주재관
- 2009년 2월 : 국세청 국제조세원관리관
- 2012년 7월 ~ 2013년 4월 : 국세청 차장
- 2014년 1월 ~ : 조세일보 경영고문
- 선진회계법인 고문
- 2015년 8월 ~ 2018년 5월 : 김&장 법률사무소 고문
- 2017년 1월 ~ 2018년 5월 : CJ  사외이사
- ~ 2018년 5월 : 신세계 사외이사

## 참고
| 전임 김문수 | 제22대 국세청 차장 2012년 7월 1일 ~ 2013년 4월 10일 | 후임 이전환 |